# Xiao Quan Cheng

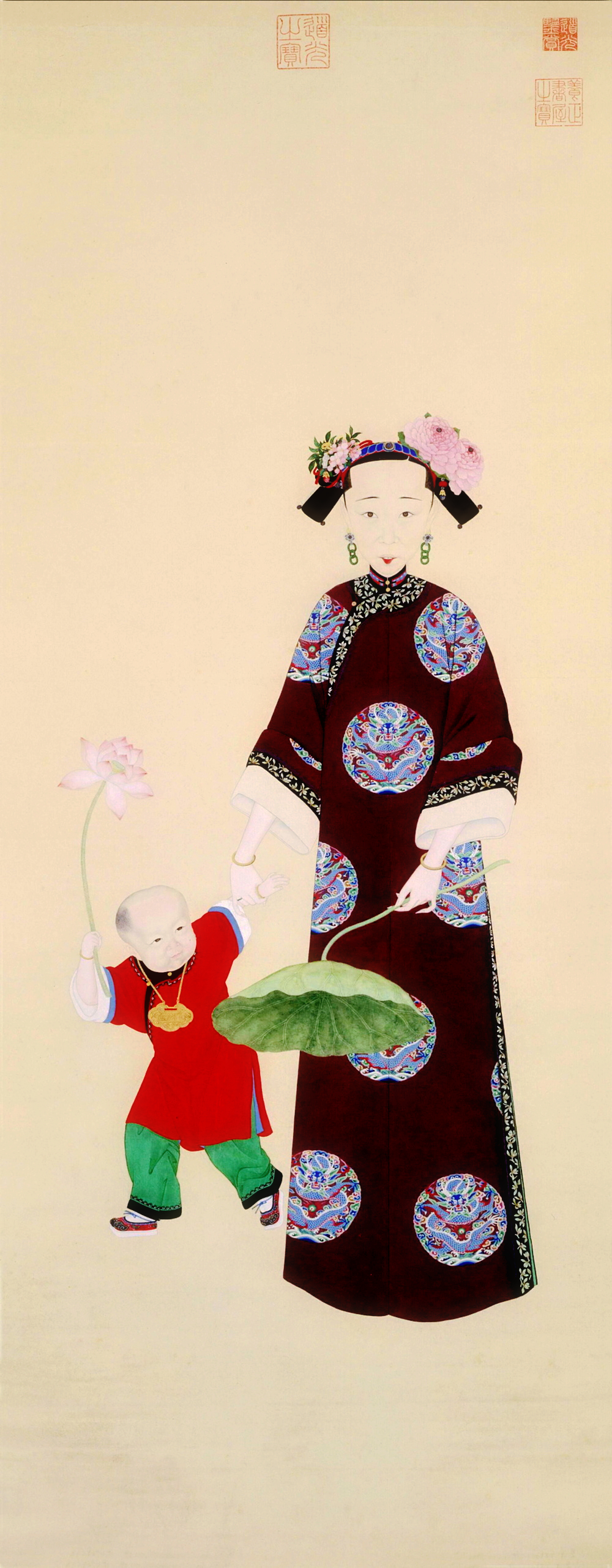
Kejsarinnan Xiao Quan Cheng av Kina med sin son Xianfeng

Xiao Quan Cheng (Kinesiska: 孝全成皇后钮祜禄氏), född 1808, död 1840, kinesisk kejsarinna, gift med kejsar Daoguang och mor till kejsar Xianfeng.     

## Biografi
Född som dotter till adelsmannen baron Liyang ur Niuhuru-klanen och uppvuxen i Suzhou i Södra Kina, där fadern var ämbetsman, fördes hon som tolvåring till den Förbjudna staden och gavs som "konkubin av tredje graden" till kejsaren vid hans trontillträde 1820. Hon fick två döttrar och en son. 1821 blev hon "Kejserlig konkubin", 1823 "Kejserlig gemål" och 1825 till "Nådig gemål", och då kejsarinnan dog 1833 blev hon kejsarinna.     
Enligt legenden om hennes död ertappades hon för mordförsök på en av kejsarens äldre söner, då hon ville få sin son närmare i tronföljden. Hon inbjöd sin styvson prins Yi Xin på middag med sin egen son, och serverade fisk. Men då hon sade till sin son att inte äta av den, vägrade Yi Xin också och slängde fisken på golvet, där den åts upp av en katt, som genast dog. Yi Xin talade om det för hennes svärmor änkekejsarinnan, och änkekejsarinnan talade om det för kejsaren. Xiao Quan Cheng fick då begå självmord för att undvika en rättegång.    